# Mark Robson
Mark Robson (Montréal, 4 dicembre 1913 – Londra, 20 giugno 1978) è stato un regista, montatore e produttore cinematografico canadese.

## Biografia
Dopo aver svolto vari lavori, approdò al mondo del cinema nel 1942; lavorò inizialmente come montatore e produttore associato, collaborando spesso con Orson Welles. Dopo aver montato insieme a Robert Wise L'orgoglio degli Amberson (1942), venne assegnato dalla RKO al reparto gestito dal produttore cinematografico e sceneggiatore Val Lewton, per il quale Robson montò i film Il bacio della pantera (1942), prima produzione di Lewton, Ho camminato con uno zombi (1943) e L'uomo leopardo (1943).
Lewton rimase soddisfatto del lavoro di Robson e lo promosse a regista assegnandogli la direzione del film La settima vittima (1943), cui seguirono The Ghost Ship (1943), Youth Runs Wild (1944) e Il vampiro dell'isola (1945), che non ottennero un grande successo. Dopo questi film, Robson per Lewton diresse solo Manicomio (1946), di cui fu anche sceneggiatore insieme a Lewton. Dopo diverse altre prove modeste, grazie a Questo mio folle cuore (1949), che valse una candidatura al premio Oscar all'attrice Susan Hayward, Robson ottenne finalmente un discreto successo e il suo nome iniziò a diventare famoso, ottenendo anche una grande star come Gary Cooper per Samoa (1953).
Con alterna fortuna lavorò con Grace Kelly e William Holden in I ponti di Toko-Ri (1955), con Kim Novak in Phffft... e l'amore si sgonfia (1955), con Humphrey Bogart nella sua ultima interpretazione, Il colosso d'argilla (1956), con Ava Gardner in La capannina (1957) e con Ingrid Bergman in La locanda della sesta felicità (1958). Ottimi lavori furono quelli che gira negli anni sessanta: Dalla terrazza (1960) e Intrigo a Stoccolma (1963), che si avvalsero dell'interpretazione di Paul Newman, e Il colonnello Von Ryan (1966), con Frank Sinatra. Lavorò con molto fervore ad Avalanche Express (suo ultimo film terminato, dopo il suo decesso, nel 1979), con Lee Marvin e Maximilian Schell.

## Filmografia

### Regista
- La settima vittima (The Seventh Victim) (1943)
- The Ghost Ship (1943)
- Youth Runs Wild (1944)
- Il vampiro dell'isola (Isle of the Dead) (1945)
- Manicomio (Bedlam) (1946)
- Il grande campione (Champion) (1949)
- Donne di frontiera (Roughshod) (1949)
- Odio (Home of the Brave) (1949)
- Questo mio folle cuore (My Foolish Heart) (1949)
- La porta dell'inferno (Edge of Doom) (1950)
- Vittoria sulle tenebre (Bright Victory) (1951)
- Di fronte all'uragano (I Want You) (1951)
- Samoa (Return to Paradise) (1953)
- Inferno sotto zero (Hell Below Zero) (1954)
- Phffft... e l'amore si sgonfia (Phffft!) (1954)
- I ponti di Toko-Ri (The Bridges at Toko-Ri) (1955)
- Oro (A Prize of Gold) (1955)
- L'imputato deve morire (Trial) (1955)
- Il colosso d'argilla (The Harder They Fall) (1956)
- La capannina (The Little Hut) (1957)
- I peccatori di Peyton (Peyton Place) (1957)
- La locanda della sesta felicità (The Inn of the Sixth Happiness) (1958)
- Dalla terrazza (From the Terrace) (1960)
- 9 ore per Rama (Nine Hours to Rama) (1963)
- Intrigo a Stoccolma (The Prize) (1963)
- Il colonnello Von Ryan (Von Ryan's Express) (1966)
- Né onore né gloria (Lost Command) (1966)
- La valle delle bambole (Valley of the Dolls) (1967)
- Minuto per minuto senza respiro (Daddy's Gone A-Hunting) (1969)
- Una vampata di vergogna (Happy Birthday, Wanda June) (1971)
- Limbo (1972)
- Terremoto (Earthquake) (1974)
- Avalanche Express (1979)

### Produttore
- Samoa (Return to Paradise), regia di Mark Robson (1953)
- La capannina (The Little Hut), regia di Mark Robson (1957)
- Dalla terrazza (From the Terrace), regia di Mark Robson (1960)
- L'ispettore (The Inspector), regia di Philip Dunne (1962)
- 9 ore per Rama (Nine Hours to Rama), regia di Mark Robson (1963)
- Il colonnello Von Ryan (Von Ryan's Express), regia di Mark Robson (1966)
- Né onore né gloria (Lost Command), regia di Mark Robson (1966)
- La valle delle bambole (Valley of the Dolls), regia di Mark Robson (1967)
- Minuto per minuto senza respiro (Daddy's Gone A-Hunting), regia di Mark Robson (1969)
- Una vampata di vergogna (Happy Birthday, Wanda June), regia di Mark Robson (1971)
- Terremoto (Earthquake), regia di Mark Robson (1974)
- Avalanche Express, regia di Mark Robson (1979)

### Montatore
- L'orgoglio degli Amberson (The Magnificent Ambersons), regia di Orson Welles (1942) – Non accreditato
- Mail Trouble, regia di Lloyd French (1942) – Cortometraggio
- The Falcon's Brother, regia di Stanley Logan (1942)
- Il bacio della pantera (Cat People), regia di Jacques Tourneur (1942)
- Terrore sul Mar Nero (Journey into Fear), regia di Norman Foster (1943)
- Ho camminato con uno zombi (I Walked with a Zombie), regia di Jacques Tourneur (1943)
- L'uomo leopardo (The Leopard Man), regia di Jacques Tourneur (1943)

### Sceneggiatore
- Manicomio (Bedlam), regia di Mark Robson (1946) – Co-sceneggiatore con Val Lewton

## Riconoscimenti
- Premio Oscar
  - 1958 – Candidatura per il miglior regista per I peccatori di Peyton
  - 1959 – Candidatura per il miglior regista per La locanda della sesta felicità
- Festival di Cannes
  - 1951 – Candidatura al Grand Prix per Vittoria sulle tenebre
  - 1956 – Candidatura alla Palma d'oro per Il colosso d'argilla
- Mostra internazionale d'arte cinematografica di Venezia
  - 1949 – Candidatura al Leone di San Marco al miglior film per Il grande campione
- Directors Guild of America Award
  - 1950 – Candidatura per il miglior regista cinematografico per Il grande campione
  - 1956 – Candidatura per il miglior regista cinematografico per I ponti di Toko-Ri
  - 1958 – Candidatura per il miglior regista cinematografico per I peccatori di Peyton
  - 1959 – Candidatura per il miglior regista cinematografico per La locanda della sesta felicità
- Premio Hugo
  - 1944 – Candidatura per la miglior rappresentazione drammatica, forma breve per La settima vittima
- Laurel Awards
  - 1959 – Candidatura per il miglior regista
  - 1960 – Candidatura per il miglior regista